# 跳蛋

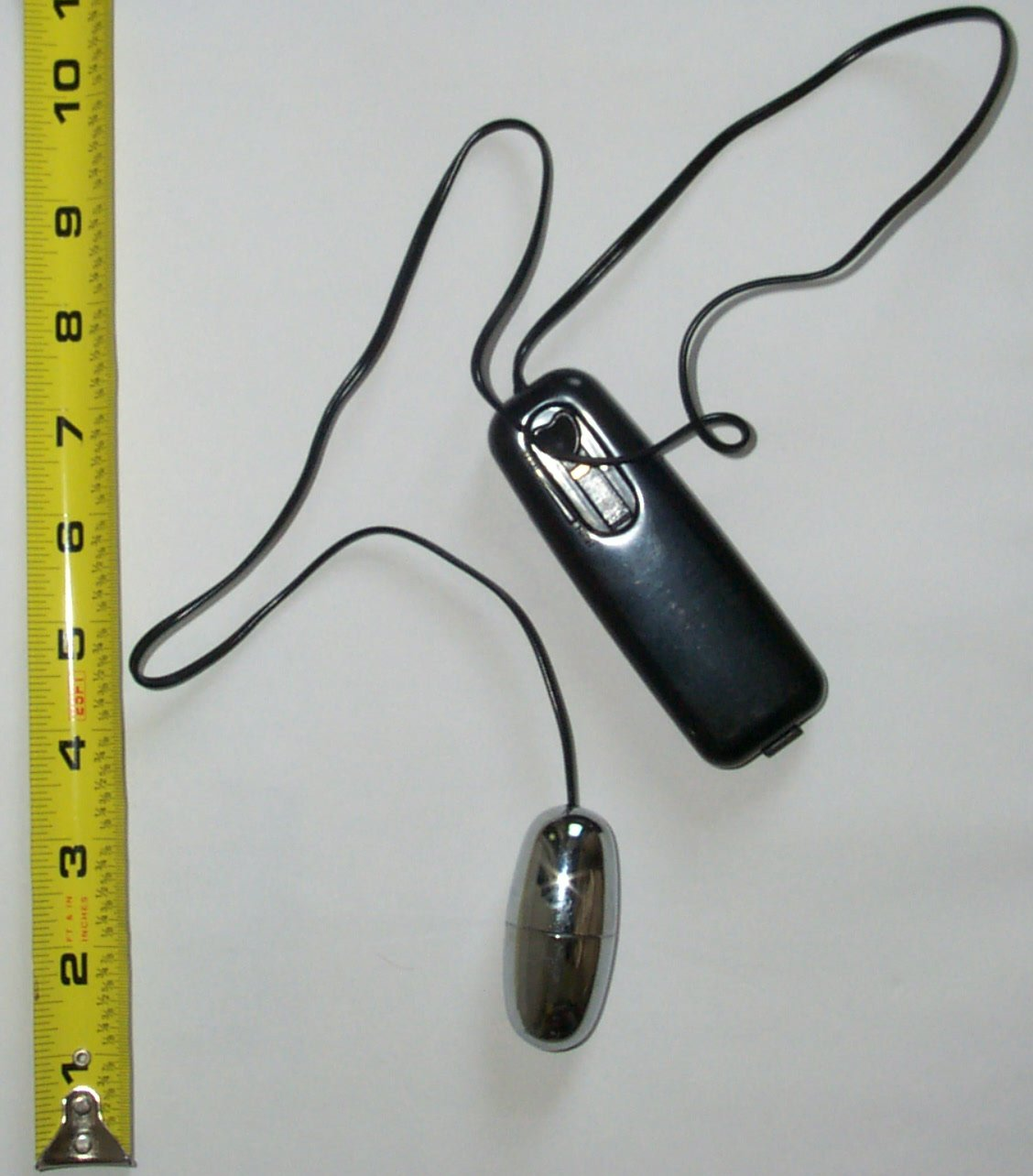
一枚有线藍芽跳蛋

跳蛋是一種性玩具，由於體積小巧，可以整個放進陰道，也可以用來刺激陰蒂、乳頭或龜頭，提升性慾，達到高潮。
在明清小說之中提到的勉鈴，可能是古代版本的跳蛋或陰道球。

## 使用須知
跳蛋有一個蛋形的部份，有些有線、有些是無線的，無線的跳蛋通常有一條細繩，使用後可以拉細繩把跳蛋從陰道或肛門內拿出來，否則可能會卡在裡面。
卡在裡面的情況通常可分為
- 死卡：通常在激烈的性愛過程中容易產生，需得馬上就醫，否則傷害輕則影響器官功能，重則可能影響生育能力。
- 活卡：通常以潤滑油加入後，輕輕可將其取出。

## 材質與外型
跳蛋有橡膠、塑膠、金屬、矽等材質，表面平滑，市面上已有許多特別可愛的造型和各種不同顏色的跳蛋，增加使用者的情趣。

## 原理
利用馬達加上偏心銅造成振動的效果為其基本原理，利用柱型馬達（Bar Type）軸心延伸出來的地方，採偏心方式配置，例如半圓柱體或派型，當馬達旋轉時會造成重心偏移（繞馬達核心旋轉），便造成跳蛋震動的感覺。
由於傳統的線圈式（Cored Motor）電磁波雜訊大，因此現在逐漸朝向無線圈式馬達（Coreless Motor）發展，無線馬達也開始使用。馬達本身的品質決定轉速（震動力）、音量、壽命與價格。

## 古代人文
明清時代的“勉鈴”
在明清文字著作之中提到的勉鈴，民間俗稱勉子鈴，又寫作緬鈴，大約在明朝萬曆年間從緬甸傳來。外觀是小銅珠狀、或者更小如蠶豆狀。震動的原理是其內部空心，裝有水銀或其它可滾動物品。
|  | “原是番兵出產，逢人薦轉在京。身軀瘦小內玲瓏，得人輕借力，展轉作蟬鳴。 解使佳人心顫，慣能助腎威風。號稱金面勇先鋒，戰降功第一，揚名勉子鈴。”——《金瓶梅》第十六回 |

## 註腳
1. ↑  沈嘉柯. . 理想閱讀.
2. ↑  . 名喚做勉鈴，南方勉甸國出來的。
3. ↑  沈嘉柯. . 拾文化. “不止一次出現「勉鈴」，除了上文，第十六回還有一首《西江月》詞賦詠這件東西……在明人包楫的《南中紀聞》、謝肇淛的《五雜俎》、清人趙翼的《檐曝雜記》中都有記載，不是什麼罕物。